# Ricardo Carmona
Ricardo Carmona (Almería, 1948 – Murcia, 10 dicembre 1986) è stato un fisico spagnolo.

## Biografia

### Carriera accademica
Laureato in Fisica all'Università di Siviglia, ha conseguito un dottorato nel 1986 con la tesi Análisis, modelado y control de un campo de colectores solares distribuidos con sistema de seguimiento en un eje diretto dal professor Valeriano Ruiz Hernández (presidente di commissione: professor Javier Aracil Santonja). Durante i suoi anni accademici è stato insignito del premio Holanda de Investigación. È stato il primo direttore della Plataforma Solar de Almería, a Tabernas (Provincia di Almería), a soli 37 anni. Nell'agosto 1986 è rimasto ferito in un incidente avvenuto alla Plataforma Solar a causa di una fuga di sodio. È morto nel dicembre dello stesso anno in seguito a un incidente automobilistico verificatosi nei dintorni di Albox, nella Provincia di Almería. La Camera di commercio di Almería consegna annualmente dal 2004 i Premi Ricardo Carmona per l'innovazione e investigazione sulle energie rinnovabili.

## Pubblicazioni
- Francisco Rodriguez Rubio, Eduardo Fernández Camacho, Ricardo Carmona Contreras: Control Adaptativo del Campo de Colectores Distribuidos Acurex de la Planta Solar SSPS de Almería. Técnica de Regulación y Mando Automático. Escuela Técnica Superior de Ingeniería de la Universidad de Sevilla. Vol. 19. Núm. 145. 1985. Pag. 139-1434